# Jezioro Jasne (Równina Mazurska)
Jezioro Jasne – jezioro w woj. warmińsko-mazurskim, w powiecie szczycieńskim, w gminie Jedwabno.

## Opis
Jezioro zbliżone kształtem do trójkąta, którego wierzchołek skierowany jest na południe. Brzegi wysokie i miejscami strome. Jezioro leży wśród lasów, daleko od wszelkich zabudowań. Jest dość czyste. W zatoczce na północnym zachodzie połączenie z jeziorem Płociczno. Jezioro linowo-szczupakowe, dominuje lin, szczupak, węgorz, leszcz i płoć. Dno muliste, średnio zarośnięte. Wędkarsko jest to jezioro typu linowo-szczupakowego. Jezioro jest hydrologicznie otwarte, połączone rowem z jeziorem Płociczno.

## Dane morfometryczne
Powierzchnia zwierciadła wody według różnych źródeł wynosi od 15,0 ha do 15,6 ha.
Zwierciadło wody położone jest na wysokości 130,6 m n.p.m. lub 129,9 m n.p.m. Średnia głębokość jeziora wynosi 3,0 m, natomiast głębokość maksymalna 7,1 m.

## Dojazd
Najbliższa miejscowość to Piduń. Dojazd do Pidunia drogami utwardzonymi: ze Szczytna drogą krajową nr 58, a w Jedwabnie w drogę wojewódzką nr 508.
Dojazd ze Szczytna do samego jeziora: drogą krajową nr 58 w stronę Nidzicy, następnie w miejscowości Warchały, drogą gruntową w lewo, wzdłuż jeziora Warchały.